# Gottfried Würcher

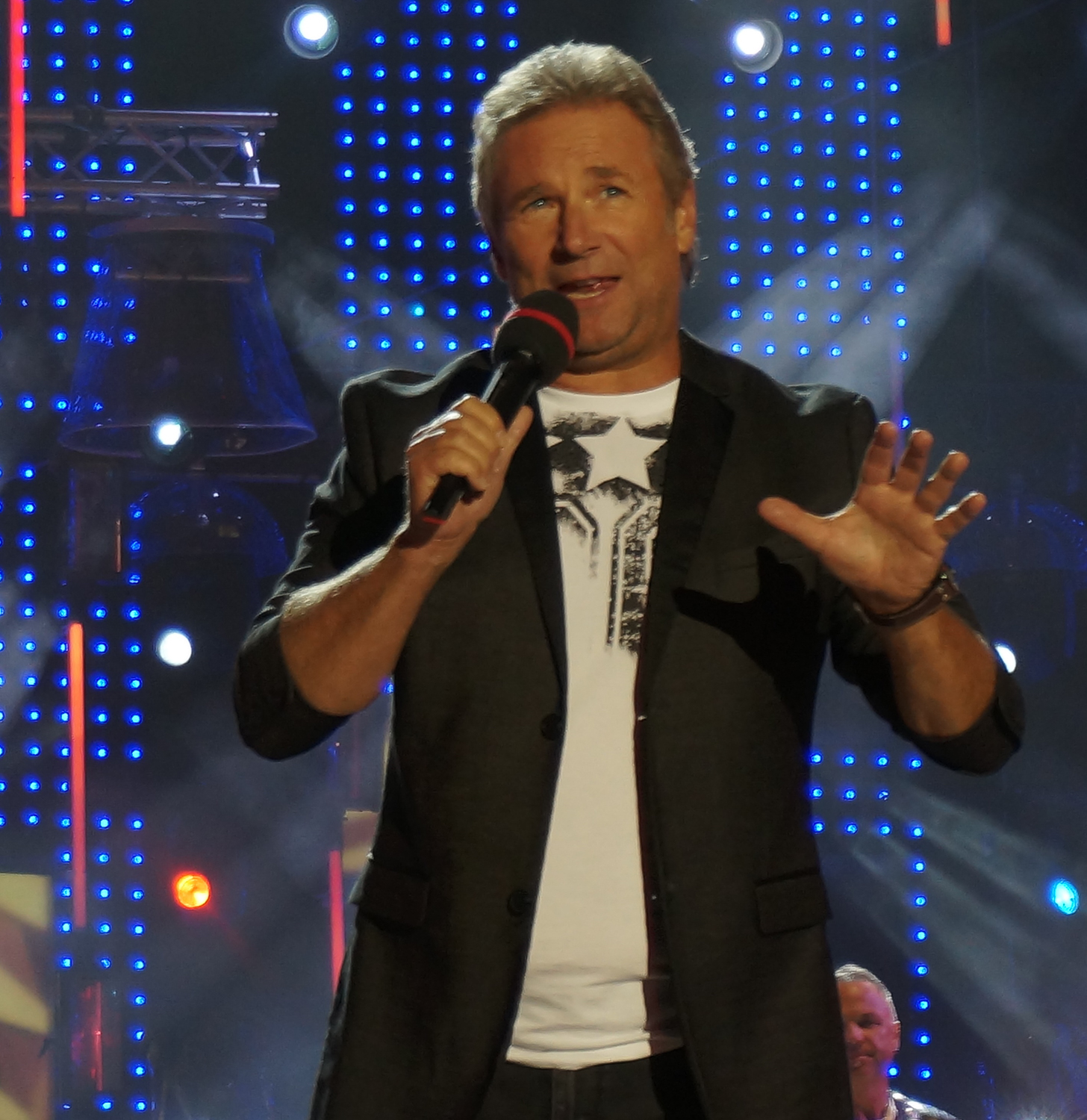
Gottfried Würcher (2018)

Gottfried Wolfgang Würcher (* 24. Oktober 1958 in Untertweng), kurz Friedl Würcher, ist ein österreichischer Schlagersänger, der vor allem als Kopf des Nockalm Quintetts bekannt geworden ist.

## Biografie
Seit 1982 ist Gottfried Würcher Mitglied des Nockalm Quintetts, das im Bereich des volkstümlichen Schlagers zu den erfolgreichsten österreichischen Gruppen zählt. Von 1999 bis 2010 bestand ein gemeinsames Projekt mit den Klostertalern und den Kastelruther Spatzen mit dem Namen Die großen 3 der Volksmusik. Noch bevor dieses Projekt sein letztes Album veröffentlichte, versuchte sich Würcher 2010 an einem Soloalbum. Es trägt den Titel So bin ich und  konnte an die Erfolge mit dem Nockalm Quintett anknüpfen. Seit 2003 hatten alle Alben der Gruppe in Österreich entweder Platz eins oder Platz zwei belegt, Würcher erreichte mit seinem Solodebüt Platz 3 und platzierte sich auch in der Schweiz. Danach konzentrierte er sich wieder auf die Arbeit mit dem Nockalm Quintett.
Erst einige Jahre später entschloss er sich zu einem zweiten Soloalbum. Gedankenspiel erschien Ende Februar 2015 und erreichte Platz 4 in Österreich. Wie schon So bin ich erreichte auch dieses Album Goldstatus (7500 verkaufte Exemplare). Mit Gott vergibt die Sünden hatte er auch einen Singlehit. 

## Diskografie
Alben
- So bin ich (2010)
- Gedankenspiel (2015)

Lieder
- Gott vergibt die Sünden (2015)